# Bafing (Côte d'Ivoire)
Le Bafing est une région de Côte d'Ivoire, en Afrique de l'ouest, qui a pour chef-lieu la ville de Touba. Elle a une superficie de 8 720 km2 pour une population estimée en 2012 à 215 298 habitants (densité : 24,69 hab./km2). Elle est composée de trois départements : Touba, Koro et Ouaninou.
Cette région, située au nord-ouest du pays, est peuplée en majorité par les Mahouka. Mais, en dehors des Mahouka, nous avons d'autres peuples comme les Barala, les Finans, les Gbêka... Tous ces peuples font partie de l'aire culturelle Mandé-Nord.

## Toponymie
La région doit son nom au fleuve « Bafing », qui signifie « fleuve noir » en langues mandingues.

## Démographie
| 1988    | 1998    | 2014    | 2021    |
| ------- | ------- | ------- | ------- |
| 107 886 | 148 813 | 183 047 | 262 850 |

## Villes
- Touba